# Pernilla Oljelund
Amanda Pernilla Oljelund, född 9 oktober 1962 i Västerleds församling, Stockholm, är en svensk manusförfattare till film och TV, journalist samt barn- och ungdomsboksförfattare.

## Biografi
Pernilla Oljelund är dotter till TV-mannen Hannes Oljelund och redaktör Marie, född Bergenström. Farfar är journalisten Stefan Oljelund och farbror diplomaten Anders Oljelund. Morfar är juristen Gullmar Bergenström och mormor är kokboksförfattaren Pernilla Tunberger. Hennes moster är Anna Bergenström, också hon matskribent.
Efter studier i litteraturvetenskap, statsvetenskap och på journalistlinjen vid Stockholms universitet var hon under åren 1983–90 verksam som journalist,  till största delen som  featurejournalist och kåsör på Svenska Dagbladet.
Sedan 1994 är Oljelund författare på heltid. Hon skriver framförallt för film och TV, för vuxna såväl som för barn och ungdom. Som romanförfattare har hon bland annat skrivit böckerna om den nagelbitande, tankfulla, 13-åriga Cornelia Karlsson, som översatts till en rad språk. Pernilla Oljelund nominerades 2011 till en Guldbagge för Bästa manus för relationsdramat Stockholm Östra, som också nominerades för Bästa manliga huvudroll (Mikael Persbrandt) och Bästa foto.
Pernilla Oljelund var mellan 1987 och 2003 gift med TV-mannen Stefan Baron (född 1958).

## TV- och filmproduktion
- Radioskugga (TV-serie) (1995)
- Pelle Svanslös  (Julkalender, 1997)
- Pip-Larssons   (Familjeserie, 1998)
- Ett litet rött paket (Dramakomedi, 1999)
- Pelle Svanslös och den stora skattjakten (Biofilm, 2000)
- Pusselbitar (Dramaserie, 2001)
- Kaspar i Nudådalen  (Julkalender, 2001)
- Det brinner! (Ungdomsthriller, 2002, nominerad till Internationell Emmy som bästa drama för barn och ungdom) [5]
- Number One (Barndrama, 2003)
- Skeppsholmen (TV-serie)  (2003)
- Freddie och Leos äventyr (Barnserie, 2004, belönad med Adult's Jury Award vid Chicago International Children's Film Festival) [6]
- Höjdarna (Julkalender och barnserie, 2004)
- Poliser (Kriminalserie 2006)
- En riktig jul (Julkalender, 2007, nominerad till TV-priset Kristallen [7] och till Aftonbladets TV-pris [8]
- Wallander – Skulden (Kriminaldrama 2009)
- Wallander – Prästen (Kriminaldrama 2009)
- Wallander – Dödsängeln (Kriminaldrama 2009)
- Wallander – Vittnet (Kriminaldrama 2009)
- Hotell Kantarell (Barnserie 2010)
- Stockholm Östra (Biofilm 2011)
- Fröken Frimans krig (TV-serie, fyra säsonger 2013 - 2017)
- Vår tid är nu (TV-serie, 2019)